# The Radio Hound
The Radio Hound è un cortometraggio muto del 1922 scritto e diretto da Arvid E. Gillstrom.

## Trama
I ragazzi trascorrono le vacanze nella fattoria del loro severo e rigido zio, appassionato di radio e non amante di cani e bambini. Naturalmente gli scherzi dei ragazzi irritano lo zio, soprattutto quando, ascoltando il suo apparecchio radio, sente i ragazzi dare istruzioni a Brownie - il loro amichevole cane -  per rubare delle torte dal davanzale della cucina. Lo zio inizia così a punire i ragazzi, ma scopre che catturarli risulta essere più difficile del previsto, soprattutto perché Brownie sembra avere un'intelligenza umana impedendo così all'uomo adulto di avvicinarsi abbastanza ai suoi amici per fargli del male. I ragazzi e il cane inoltre, troveranno nuovi amici che si uniranno al divertimento, rendendo così un successo la loro vacanza.

## Produzione
Il film fu prodotto dalla Century Film.

## Distribuzione
Distribuito dall'Universal Film Manufacturing Company, il film - un cortometraggio in due bobine - uscì nelle sale cinematografiche USA il 29 settembre 1922.